# Akaki (distrikt i Etiopien)
Akaki är ett distrikt i Etiopien. Det ligger i den centrala delen av landet, 23 km söder om huvudstaden Addis Abeba.